# 同義反覆名稱列表
同義反覆名稱指的是一個名稱的兩個部分以上表達了相同的意思，一般是在翻譯過程或古名傳承中產生，一般是一個普遍名稱專指一個特定事物後，再由其他語言承接後添加該語言中這個普遍名稱的詞綴，而形成同義反覆，例如撒哈拉沙漠是阿拉伯語的沙漠一詞和漢語的沙漠一詞組合而成。

## 自然
地名音譯常會在詞尾加上地形分類，而該地名在當地部言本來就是該地形的意思，從而造成同義反覆，例如：
- 撒哈拉沙漠，位於非洲的沙漠，「撒哈拉（阿拉伯語：الصحراء）」是阿拉伯語的沙漠一詞。
- 雅芳河，位於英國的多條河流，「雅芳（英語：Avon）」是古布立吞語的河流一詞。
- 襟裳岬，位於日本北海道的海岬，「襟裳（日语：／ erimo）」是日語轉譯阿伊努語的海岬一詞（羅馬化：enrum）。
- 印度河，位於巴基斯坦的河流，「印度（拉丁語：Indus）」是拉丁語轉譯梵語的河流一詞（羅馬化：síndhu）。
- 湄公河，位於亞洲的河流，「湄公」是各語言轉譯泰語、老撾語的湄公河一詞，其中前兩個音節是大河的意思，來源於「母親河」，而後一個一音節則專指湄公河，可能與上古漢語的「江」同源，所以「湄公河」即相當於「河江河」。
- 湄南河，即昭拍耶河，「湄南」在泰語中指大河，來源於「母親河」。
- 阿穆爾河，即黑龍江，「阿穆爾（俄語：Амур）」是俄語轉譯通古斯諸語的河流一詞。[來源請求]
- 富貴角，「富貴」音譯自荷蘭語Hoek，指岬角。
- 佳樂水，“佳洛水”在台語是瀑布的意思。
- 利澤簡港，“簡”在台語是港的意思。
- 雅鲁藏布江，“藏布”在藏語是江的意思。

## 群體
許多民族的名稱都源自該族群對「人」一詞的音譯，在加上漢語「人」之後就會形成同義反覆。例如：
- 阿伊努人，位於日本北海道等地的一個民族，「阿伊努（羅馬化：ainu）」是阿伊努語的人一詞。
- 賽德克人
- 泰雅族人
- 達悟族人
- 马扎尔人
- 什葉派，伊斯蘭教的一支，「什葉（阿拉伯語：شيعة）」是阿拉伯語的追隨者、黨派一詞。
- 布爾什維克黨，蘇聯的黨派，「布爾什維克（俄語：большевик）」是俄語的多數派一詞。

## 作品
外文作品名在翻譯時，有時為了洋品牌行銷，會故意留下外文原名作為中譯全名的一部份，例如：
- 《GATE 7～7號閘門～》
- 《LESSA萊薩》
- 《NINJA SLAYER忍者殺手》
- 《〈Infinite Dendrogram〉-無盡連鎖-》
- 《Planetarian～星之人～》
- 《Gamers 電玩咖！》

## 其他
- 龐多米麵包，「龐（法語：pain）」是法語中表達「麵包」含意的單詞。
- 金奔巴瓶，「奔巴」是藏語中瓶子的意思。
- 高卢雄鸡，「高卢（拉丁語：Gallus）」是拉丁语中表达雄鸡含义的单词。
- 民主统治，“主”即是“统治”的意思。
- 人民民主（英語：People's democracy），“民”和词根“demo-”都是“人民”的意思。